# نفوذ نادسن
نفوذ نادسن (به انگلیسی: Knudsen diffusion) در داخل جامدات با میزان تخلخل کم صورت می‌گیرد (بین ۲ تا ۵۰ نانومتر).در این حالت به علت قطر کم منافذ نسبت به قطر مولکول‌ها نفوذ به سختی صورت خواهد گرفت.عدد نادسن مقیاس بسیار خوبی برای مقایسه مسیر آزاد متوسط حرکت مولکول‌ها نسبت به قطر روزنه‌ها می‌باشد.
در این تئوری با استفاده از نظریه جنبشی مولکولی گازها رابطه زیر برای محاسبه ضریب نفوذپذیری مولکولی ارائه شده است. این تئوری به افتخار فیزیک‌دان دانمارکی، مارتین نادسن، نامگذاری شده‌است.
{\displaystyle {D_{AA*}}={{\lambda u} \over {3}}={{\lambda } \over {3}}{\sqrt {{8\kappa NT} \over {\pi M_{A}}}}}
در این رابطه λ نشان دهنده مسیر آزاد متوسط می باشد که در نفوذ نادسن از {\displaystyle d_{pore}} استفاده می‌شود که نشان دهنده قطر روزنه ها می باشد.همچنین {\displaystyle k} ثابت بولتزمن،{\displaystyle M_{A}} جرم مولی جز نفوذ کننده،{\displaystyle u} سرعت حرکت مولکول ها،{\displaystyle N} تعداد مولکول‌ها و {\displaystyle T} دما می باشد.
با اعمال این تغییرات در معادله بالا می توان ضریب نفوذ جرمی را برای جز A به این صورت نوشت:
{\displaystyle {D_{KA}}={d_{pore} \over {3}}u={d_{pore} \over {3}}{\sqrt {{8\kappa NT} \over {\pi M_{A}}}}}
{\displaystyle {{D}_{KA}}={\frac {{d}_{pore}}{3}}{\sqrt {\frac {8\left(1.38\times {{10}^{-16}}{\frac {g.cm}{{{s}^{2}}.K}}\right)\left(6.023\times {{10}^{23}}{\frac {molecules}{mol}}\right)}{\pi }}}{\sqrt {\frac {T}{{M}_{A}}}}}
{\displaystyle {{D}_{KA}}=4850{{d}_{pore}}{\sqrt {\frac {T}{{M}_{A}}}}}
همچنین ضریب نفوذ مؤثر {\displaystyle D_{Ae}} برای یک مخلوط دوتایی از اجزا {\displaystyle A} و {\displaystyle B} به صورت زیر تعریف می گردد:
{\displaystyle {\frac {1}{{D}_{Ae}}}={\frac {1-\alpha {{y}_{a}}}{{D}_{AB}}}+{\frac {1}{{D}_{KA}}}}
که در این رابطه {\displaystyle \alpha } به صورت زیر تعریف می‌شود:
{\displaystyle \alpha =1+{\frac {{N}_{B}}{{N}_{A}}}}
در صورتی که نفوذ متقابل باشد یعنی ({\displaystyle N_{A}}=-{\displaystyle N_{B}}) در نتیجه α=0 و برای ضریب نفوذ جرمی خواهیم داشت:
{\displaystyle {\frac {1}{{D}_{Ae}}}={\frac {1}{{D}_{AB}}}+{\frac {1}{{D}_{KA}}}}